# 青年友谊圆舞曲
《青年友谊圆舞曲》作于1955年，是舞曲式短歌。江山作词，陈天戈作曲。《中国当代歌词史》称此曲“讴歌世界和平与各国人民友谊”，反映青年生活。

## 节奏旋律
曲为C大调，四三拍，一部曲式。全曲凡六句，起承转合后又有两个补充乐句。首句主题音调以大三和弦分解之形式呈现，旋律跳跃，以展现明亮色彩。而后几乎每句开头皆以主三和弦之分解进行。第二句为前句之合头换尾，后半句转向小调之调性色彩，与首句对比鲜明。第三句以跳进的形式，自低音区向上推进。第四句分解和弦上行后，回落至主音上，虽有终止之感，然意犹未尽，自然引出两个补充乐句，将音乐推向高潮而结束。
此曲节奏以每拍一音为主。

## 歌曲影响
1950年代，借上海新民主主义青年团推动，集体舞活动在当地工厂、农村、学校、机关广泛开展。《青年友谊圆舞曲》亦成为当时舞蹈之内容。据1958年发行的《人民音乐》显示，作为新歌曲的《青》已进入一些中等学校的音乐课堂。文化大革命结束后，1979年如四川云阳的云阳师范等学校亦改教学《青》曲。崔永元自传《不过如此》曾提到，1970年代末男女合舞曲目中，可公开跳者惟《圆舞曲》。2009年10月的中华人民共和国60周年联欢晚会上，胡锦涛、江泽民等中国共产党及国家领导人与在场青年，亦曾和着《圆舞曲》的节拍，同跳拉手舞。